# SC Paderborn 07
SC Paderborn 07 is een Duitse voetbalclub uit Paderborn en werd in 1907 opgericht.

## Geschiedenis
Het huidige SC Paderborn 07 ontstond op 20 mei 1985 als TuS Paderborn-Neuhaus door een fusie tussen TuS Schloß Neuhaus en FC Paderborn. Beide clubs waren ook al producten van fusies.

### Voorgangerclubs
De 3 clubs waaruit Paderborn 07 bestaat zijn SV 07 Neuhaus (1907), FC Preußen Paderborn (1908) en TuS Sennelager (1910).

### Van FC Preußen naar 1. FC Paderborn
FC Preußen Paderborn werd op 1 december 1908 opgericht. In 1913 splitste de vereniging in SV 1913 Paderborn, de rest van Preußen heette voortaan VfB Paderborn en veranderde in 1920 zijn naam in VfJ 08 Paderborn.
SV 1913 speelde geen noemenswaardige rol in het Duitse voetbal. In het seizoen 1955/56 speelde de club een jaar in de Amateurliga Westfalen maar degradeerde onmiddellijk. VfJ 08 was al niet veel beter en kon enkele jaren in de 3de klasse spelen.
Beide clubs herenigden zich opnieuw in 1968 en werden zo 1. FC Paderborn, deze club speelde in de jaren 70 in de Amateurliga Westfalen (III)en de beste plaats tot 1977 was de 4de plaats. In het seizoen 1977/78 werd de titel behaald maar kon in de eindronde niet promoveren naar de 2. Bundesliga. In 1978 werd de Amateur-Oberliga Westfalen opgericht en Paderborn werd kampioen in 1981 maar net dat jaar werd de 2. Bundesliga omgevormd van 2 klassen naar slechts 1 klasse en degradeerden er vele clubs, Paderborn kon niet promoveren. De volgende jaren leed de club onder de nieuwe concurrentie en vocht tegen de degradatie. In 1985 fusioneerde de club met TuS Schloß Neuhaus.

### SV 07 Neuhaus & TuS Sennelager = TuS Schloß Neuhaus
SV 07 Neuhaus werd in 1907 opgericht in Schloß Neuhaus (dat sinds 1975 een deelgemeente is van Paderborn). Het is de enige voorganger van het huidige SCP dat in de Gauliga speelde, maar slechts in één seizoen (1944/45) en dat werd zelfs na één wedstrijd al gestaakt door de oorlog, SV 07 verloor in die ene wedstrijd met 0-5 van Sportfreunde Rot-Weiß Paderborn). Tot 1973 speelde de club middelmatig in de Amateurliga.
TuS Sennelager, dat in Schloß Neuhaus lag werd in 1910 opgericht en bereikte pas in 1971 de Amateurliga waar ook SV 07 speelde. In 1973 fusioneerde de club met SV 07 en werd zo TuS Schloß Neuhaus. In 1976 degradeerde de club maar kon na één seizoen weer terugkeren. Na enkele hoge noteringen promoveerde de club in 1982 als kampioen van Westfalen naar de 2. Bundesliga. De club werd echter laatste en degradeerde. Na twee 5de plaatsen fusioneerde de club met 1. FC Paderborn en werd zo TuS Paderborn Neuhaus.

### TuS Paderborn Neuhaus / SC Paderborn 07
De fusie van beide clubs resulteerde pas 20 jaar later in een promotie naar de 2. Bundesliga. Daarvoor speelde de club in de Oberliga Westfalen (III), daar werd de club kampioen in 1994 maar slaagde in de eindronde er niet in te promoveren. Datzelfde jaar werd de Regionalliga heropgericht en daar kwalificeerde de club zich wel voor, de Oberliga was nu een 4de klasse. De club veranderde in 1997 zijn naam in het huidige SC Paderborn 07 en degradeerde in 2001 naar de Oberliga, na één seizoen keerde de club terug. In het seizoen 2004/05 promoveerde de fusieclub voor de eerste keer naar de 2de klasse, daar werd de club verdienstelijk 9de. In het seizoen 2007/2008 degradeerde de club naar de nieuw gevormde 3. Liga. De club werd derde en speelde een play-off tegen VfL Osnabrück, de nummer 16 uit de 2. Bundesliga. Paderborn won beide wedstrijden met 1-0 en maakt zo na één jaar zijn rentree in de 2. Bundesliga. Zowel in de heen- als de terugwedstrijd kwam het enige doelpunt op naam van Frank Löning. In het seizoen 2013/14 werd Paderborn tweede en promoveerde naar de Bundesliga. Na één seizoen bij de elite moest de club alweer een stap terug doen. Het volgende seizoen liep uit op een catastrofe, de club eindigde laatste en degradeerde zo voor de tweede keer op rij. Ook in de 3. Liga was het kommer en kwel voor Paderborn. Op de slotdag van de competitie speelde de club met 0-0 gelijk tegen Osnabrück, waardoor de ploeg van trainer-coach Steffen Baumgart een plaats zakte op de ranglijst en zo op de fatale 18de plaats belandde. Opnieuw was degradatie een feit: de derde op rij. Deze keer werd de club echter in extremis gered doordat TSV 1860 München geen licentie kreeg voor de 3. Liga en daardoor van de 2. Bundesliga meteen naar de Regionalliga degradeerde. Een jaar later kon de club alweer promotie vieren naar de 2. Bundesliga. Nog een jaar later promoveerde de club van Baumgart opnieuw, waardoor het opnieuw kon uitkomen in de Bundesliga. In dat ene seizoen op het hoogste niveau eindigde de club onderaan in de competitie met vier gewonnen wedstrijden en twintig punten in totaal. In de jaren die volgden kan de club gezien worden als middenmotor van het tweede niveau.

## Overzichtslijsten
| Niveau | Aantal | Periode (1985-2026)                                   |
| ------ | ------ | ----------------------------------------------------- |
| I      | 2      | 2014-2015, 2019-2020                                  |
| II     | 16     | 2005-2008, 2009-2014, 2015-2016, 2018-2019, 2020-.... |
| III    | 22     | 1985-2000, 2001-2005, 2008-2009, 2016-2018            |
| IV     | 1      | 2000-2001                                             |

## Eindklasseringen vanaf 1970 (grafisch)
- 1970 1e
Niveau 4
- 1971 9e
Niveau 3
- 1972 4e
Niveau 3
- 1973 14e
Niveau 3
- 1974 5e
Niveau 3
- 1975 3e
Niveau 3
- 1976 9e
Niveau 3
- 1977 6e
Niveau 3
- 1978 1e
Niveau 3
- 1979 5e
Oberliga
- 1980 2e
Oberliga
- 1981 1e
Oberliga
- 1982 15e
Oberliga
- 1983 12e
Oberliga
- 1984 9e
Oberliga
- 1985 15e
Oberliga
- 1986 2e
Oberliga
- 1987 6e
Oberliga
- 1988 8e
Oberliga
- 1989 9e
Oberliga
- 1990 2e
Oberliga
- 1991 8e
Oberliga
- 1992 5e
Oberliga
- 1993 5e
Oberliga
- 1994 1e
Oberliga
- 1995 9e
Regionalliga
- 1996 5e
Regionalliga
- 1997 10e
Regionalliga
- 1998 9e
Regionalliga
- 1999 7e
Regionalliga
- 2000 13e
Regionalliga
- 2001 1e
Oberliga
- 2002 14e
Regionalliga
- 2003 8e
Regionalliga
- 2004 3e
Regionalliga
- 2005 2e
Regionalliga
- 2006 9e
2. Bundesliga
- 2007 11e
2. Bundesliga
- 2008 17e
2. Bundesliga
- 2009 3e
3. Liga
- 2010 5e
2. Bundesliga
- 2011 12e
2. Bundesliga
- 2012 5e
2. Bundesliga
- 2013 12e
2. Bundesliga
- 2014 2e
2. Bundesliga
- 2015 18e
Bundesliga
- 2016 18e
2. Bundesliga
- 2017 18e
3. Liga
- 2018 2e
3. Liga
- 2019 2e
2. Bundesliga
- 2020 18e
Bundesliga
- 2021 9e
2. Bundesliga
- 2022 7e
2. Bundesliga
- 2023 6e
2. Bundesliga
- 2024 7e
2. Bundesliga
- 2025 4e
2. Bundesliga

- Niveau 1
- Niveau 2
- Niveau 3
- Niveau 4

| Legenda niveautijdlijn | Legenda niveautijdlijn      | Legenda niveautijdlijn      | Legenda niveautijdlijn      | Legenda niveautijdlijn    | Legenda niveautijdlijn |
| Liga                   | Seizoen 1963/64 t/m 1973/74 | Seizoen 1974/75 t/m 1993/94 | Seizoen 1994/95 t/m 2007/08 | Seizoen 2008/09 tot heden | Opmerking              |
| ---------------------- | --------------------------- | --------------------------- | --------------------------- | ------------------------- | ---------------------- |
| Bundesliga             | Niveau I                    | Niveau I                    | Niveau I                    | Niveau I                  |                        |
| 2. Bundesliga          | --                          | Niveau II                   | Niveau II                   | Niveau II                 |                        |
| 3. Liga                | --                          | --                          | --                          | Niveau III                |                        |
| Regionalliga           | Niveau II                   | --                          | Niveau III                  | Niveau IV                 |                        |
| Oberliga               | --                          | Niveau III *                | Niveau IV                   | Niveau V                  | * vanaf 1978/79        |

## Seizoensresultaten
| Seizoen               | Competitie                     | Niveau | Eindstand | DFB Pokal   | Opmerking |
| --------------------- | ------------------------------ | ------ | --------- | ----------- | --- |
| 1. FC Paderborn       |                                |        |           |             | |
| 1969/70               | Landesliga Westfalen-1         | IV     | 1         | --          | |
| 1970/71               | Verbandsliga Westfalen Nordost | III    | 9         | --          | |
| 1971/72               | Verbandsliga Westfalen Nordost | III    | 4         | --          | |
| 1972/73               | Verbandsliga Westfalen Nordost | III    | 14        | --          | |
| 1973/74               | Verbandsliga Westfalen Nordost | III    | 5         | --          | |
| 1974/75               | Verbandsliga Westfalen Nordost | III    | 3         | --          | |
| 1975/76               | Verbandsliga Westfalen Nordost | III    | 9         | --          | |
| 1976/77               | Verbandsliga Westfalen Nordost | III    | 6         | --          | |
| 1977/78               | Verbandsliga Westfalen Nordost | III    | 1         | --          | promotie play-off voor 2. Bundesliga > Holstein Kiel: 2-2, 2-2, 1-1 (2-4 n.s.)                                                                                  |
| 1978/79               | Oberliga Westfalen             | III    | 5         |             | |
| 1979/80               | Oberliga Westfalen             | III    | 2         | --          | |
| 1980/81               | Oberliga Westfalen             | III    | 1         | --          | |
| 1981/82               | Oberliga Westfalen             | III    | 15        | 1e ronde    | < VfL Bochum: 2-3; finalist Westfalenpokal > Rot-Weiß Lüdenscheid: 0-2 n.v.                                                                                     |
| 1982/83               | Oberliga Westfalen             | III    | 12        | --          | |
| 1983/84               | Oberliga Westfalen             | III    | 9         | --          | finalist Westfalenpokal > SC Herford: 1-3 |
| 1984/85               | Oberliga Westfalen             | III    | 15        | 1e ronde    | < Hannover 96: 1-4 |
| TuS Paderborn-Neuhaus |                                |        |           |             | |
| 1985/86               | Oberliga Westfalen             | III    | 2         | 2e ronde    | < Borussia Dortmund, 2-4; 1e ronde Duits Amateurkampioenschap > BVL 08 Remscheid: 1-3/1-2.                                                                      |
| 1986/87               | Oberliga Westfalen             | III    | 6         | --          | |
| 1987/88               | Oberliga Westfalen             | III    | 8         | 1e ronde    | < Stuttgarter Kickers: 0-5 |
| 1988/89               | Oberliga Westfalen             | III    | 9         | --          | |
| 1989/90               | Oberliga Westfalen             | III    | 2         | --          | halve finale Duits amateurkampioenschap . FSV Salmrohr: 3-1/0-3                                                                                                 |
| 1990/91               | Oberliga Westfalen             | III    | 8         | --          | |
| 1991/92               | Oberliga Westfalen             | III    | 5         | --          | |
| 1992/93               | Oberliga Westfalen             | III    | 5         | --          | |
| 1993/94               | Oberliga Westfalen             | III    | 1         | --          | invoering Regionalliga; 3e in promotieserie met Fortuna Düsseldorf, Eintracht Braunschweig en FC Augsburg; winnaar Westfalenpokal > FC Schalke 04-amateurs: 4-2 |
| 1994/95               | Regionalliga West/Südwest      | III    | 9         | 1e ronde    | < Chemnitzer FC: 2-2 (4-5 n.s.) |
| 1995/96               | Regionalliga West/Südwest      | III    | 5         | --          | winnaar Westfalenpokal > SpVgg Erkenschwick: 4-1 |
| SC Paderborn 07       |                                |        |           |             | |
| 1996/97               | Regionalliga West/Südwest      | III    | 10        | 1e ronde    | < Hamburger SV: 1-3 |
| 1997/98               | Regionalliga West/Südwest      | III    | 9         | --          | |
| 1998/99               | Regionalliga West/Südwest      | III    | 7         | --          | finalist Westfalenpokal > SC Verl: 1-2 |
| 1999/00               | Regionalliga West/Südwest      | III    | 13        | --          | winnaar Westfalenpokal > SG Wattenscheid 09: 2-0 |
| 2000/01               | Oberliga Westfalen             | IV     | 1         | 1e ronde    | < Hansa Rostock: 1-2; winnaar Westfalenpokal > FC Schalke 04-amateurs: 2-1                                                                                      |
| 2001/02               | Regionalliga Nord              | III    | 14        | 1e ronde    | < FC Bayern München: 1-5; winnaar Westfalenpokal > Sportfreunde Siegen: 3-1                                                                                     |
| 2002/03               | Regionalliga Nord              | III    | 8         | 1e ronde    | < VfB Stuttgart: 1-4 |
| 2003/04               | Regionalliga Nord              | III    | 3         | --          | winnaar Westfalenpokal > SG Wattenscheid 09: 3-2 |
| 2004/05               | Regionalliga Nord              | III    | 2         | 8e finale   | < SC Freiburg: 2-2 (1-4 n.s.) |
| 2005/06               | 2. Bundesliga                  | II     | 9         | 1e ronde    | < VfL Wolfsburg: 0-2 |
| 2006/07               | 2. Bundesliga                  | II     | 11        | 2e ronde    | < 1. FC Nürnberg: 1-2 n.v. |
| 2007/08               | 2. Bundesliga                  | II     | 17        | 2e ronde    | < VfB Stuttgart: 2-3 n.v. |
| 2008/09               | 3. Liga                        | III    | 3         | 1e ronde    | < FC Augsburg, 1-1 (1-3 n.s.); Relegation > VfL Osnabrück, 1-0/1-0                                                                                              |
| 2009/10               | 2. Bundesliga                  | II     | 5         | 1e ronde    | < TSV 1860 München: 0-1 |
| 2010/11               | 2. Bundesliga                  | II     | 12        | 1e ronde    | < FSV Frankfurt: 0-2 |
| 2011/12               | 2. Bundesliga                  | II     | 5         | 2e ronde    | < SpVgg Greuther Fürth: 0-4 |
| 2012/13               | 2. Bundesliga                  | II     | 12        | 1e ronde    | < DSC Arminia Bielefeld: 1-3 |
| 2013/14               | 2. Bundesliga                  | II     | 2         | 2e ronde    | < 1. FC Saarbrücken: 1-2 |
| 2014/15               | Bundesliga                     | I      | 18        | 1e ronde    | < RB Leipzig: 1-2 n.v. |
| 2015/16               | 2. Bundesliga                  | II     | 18        | 2e ronde    | < Borussia Dortmund: 1-7 |
| 2016/17               | 3. Liga                        | III    | 18        | 1e ronde    | < SV Sandhausen: 1-2; winnaar Westfalenpokal > Sportfreunde Lotte: 3-1                                                                                          |
| 2017/18               | 3. Liga                        | III    | 2         | kwartfinale | < FC Bayern München: 0-6; winnaar Westfalenpokal > TuS Erndtebrück, 4-2                                                                                         |
| 2018/19               | 2. Bundesliga                  | II     | 2         | kwartfinale | < Hamburger SV: 0-2 |
| 2019/20               | Bundesliga                     | I      | 18        | 2e ronde    | < Bayer 04 Leverkusen: 0-1 |
| 2020/21               | 2. Bundesliga                  | II     | 9         | 8e finale   | < Borussia Dortmund: 2-3 nv |
| 2021/22               | 2. Bundesliga                  | II     | 7         | 1e ronde    | < Dynamo Dresden: 1-2 |
| 2022/23               | 2. Bundesliga                  | II     | 6         | 8e finale   | < VfB Stuttgart: 1-2 |
| 2023/24               | 2. Bundesliga                  | II     | 7         | 8e finale   | < Bayer 04 Leverkusen: 1-3 |
| 2024/25               | 2. Bundesliga                  | II     | 4         | 2e ronde    | < Werder Bremen: 0-1 |
| 2025/26               | 2. Bundesliga                  | II     | .         | .           | |

## Selectie 2022/23
| Nr.           | Naam                 | Nationaliteit | Geboortedatum | # Interlands | Vorige club                |
| ------------- | -------------------- | ------------- | ------------- | ------------ | -------------------------- |
| Keepers       |                      |               |               |              |                            |
| 1             | Moritz Schulze       | Duitsland     | 22-03-2001    |              | RB Leipzig II              |
| 16            | Pelle Boevink        | Nederland     | 06-01-1998    |              | VfB Oldenburg              |
| 17            | Leopold Zingerle     | Duitsland     | 10-04-1994    |              | 1. FC Magdeburg            |
| 21            | Jannik Huth          | Duitsland     | 15-04-1994    |              | 1. FSV Mainz 05            |
| Verdedigers   |                      |               |               |              |                            |
| 2             | Uwe Hünemeier        | Duitsland     | 09-01-1986    |              | Brighton & Hove Albion FC  |
| 3             | Bashir Humphreys     | Engeland      | 15-03-2003    |              | Chelsea (gehuurd)          |
| 4             | Jasper van der Werff | Zwitserland   | 09-12-1998    |              | Red Bull Salzburg          |
| 15            | Tobias Müller        | Duitsland     | 08-07-1994    |              | 1. FC Magdeburg            |
| 24            | Jannis Heuer         | Duitsland     | 29-07-1999    |              | VfL Wolfsburg              |
| 28            | Jonas Carls          | Duitsland     | 25-03-1997    |              | FC Schalke 04              |
| 31            | Maximilian Rohr      | Duitsland     | 27-06-1995    |              | Hamburger SV (gehuurd)     |
| 33            | Marcel Hoffmeier     | Duitsland     | 15-07-1999    |              | SC Preußen Münster         |
| Middenvelders |                      |               |               |              |                            |
| 6             | Marco Schuster       | Duitsland     | 10-10-1995    |              | SV Waldhof Mannheim        |
| 8             | Ron Schallenberg     | Duitsland     | 06-10-1998    |              | SC Verl (was verhuurd)     |
| 10            | Julian Justvan       | Duitsland     | 02-04-1998    |              | VfL Wolfsburg              |
| 13            | Robert Leipertz      | Duitsland     | 01-02-1993    |              | 1. FC Heidenheim           |
| 23            | Raphael Obermair     | Filipijnen    | 01-04-1996    |              | 1. FC Magdeburg            |
| 26            | Sebastian Klaas      | Duitsland     | 30-06-1998    |              | VfL Osnabrück              |
| 27            | Kai Klefisch         | Duitsland     | 03-12-1999    |              | SC Viktoria Köln           |
| 30            | Florent Muslija      | Kosovo        | 06-07-1998    |              | Hannover 96                |
| 37            | Dominik Bilogrevic   | Kroatië       | 02-01-1999    |              | Bayer Leverkusen           |
| 40            | Niclas Nadj          | Duitsland     | 24-12-2000    |              | Weiche Flensburg           |
| Aanvallers    |                      |               |               |              |                            |
| 7             | Richmond Tachie      | Duitsland     | 21-04-1999    |              | Borussia Dortmund II       |
| 9             | Marvin Pieringer     | Duitsland     | 04-10-1999    |              | FC Schalke 04 (gehuurd)    |
| 11            | Sirlord Conteh       | Duitsland     | 09-07-1996    |              | 1. FC Magdeburg            |
| 18            | Dennis Srbeny        | Duitsland     | 05-05-1994    |              | Norwich City FC            |
| 36            | Felix Platte         | Duitsland     | 11-02-1996    |              | SV Darmstadt 98            |
| Trainers      |                      |               |               |              |                            |
| T             | Lukas Kwasniok       | Duitsland     | 12-06-1981    |              | 1. FC Saarbrücken          |
| AT            | Frank Kaspari        | Duitsland     | 03-11-1970    |              | 1. FC Köln                 |
| AT            | Alexander Otto       | Duitsland     | 25-08-1984    |              | Viktoria Glesch-Paffendorf |
| KT            | Nico Burchert        | Duitsland     | 24-06-1987    |              | Eigen jeugd                |

Stand: 02-03-2023

## Bekende (oud-)spelers

### Nederlanders
- Koen van der Biezen (2016-2018)
- Roel Brouwers (2005-2007)
- Dion Esajas (2006-2007)
- Eric Groeleken (1993-1995)
- Erwin Koen (2006-2008)
- Koen Kostons (2024-)
- Dennis Schulp (2005-2007)
- Rick ten Voorde (2013-2015)
- Thijs Waterink (2003-2004)
- Matthew Wiltshire (1984-1986)

### Belgen
- Giuseppe Canale (2001-2003)
- Garry De Graef (2005-2008)
- Jérôme Colinet (2006-2007)

### Duitsers
- Tom Starke (2006-2007)
- Philipp Hofmann (2012-2013)
- Roger Schmidt (1991-1995)

### Overig
- Albert Bunjaku (2006)
- Junior Hoilett (2008)

## Trainer-coaches
| Van        | Tot        | Naam                | Duels | W  | G  | V  |
| ---------- | ---------- | ------------------- | ----- | -- | -- | -- |
| 01.07.2021 | heden      | Lukas Kwasniok      |       |    |    |    |
| 16.04.2017 | 30.06.2021 | Steffen Baumgart    | 166   | 77 | 38 | 51 |
| 06.12.2016 | 16.04.2017 | Stefan Emmerling    |       |    |    |    |
| 21.11.2016 | 03.12.2016 | Florian Fulland     |       |    |    |    |
| 02.03.2016 | 20.11.2016 | René Müller         |       |    |    |    |
| 13.10.2015 | 03.03.2016 | Stefan Effenberg    |       |    |    |    |
| 06.10.2015 | 12.10.2015 | René Müller         |       |    |    |    |
| 13.06.2015 | 05.10.2015 | Markus Gellhaus     |       |    |    |    |
| 01.07.2013 | 30.06.2015 | André Breitenreiter |       |    |    |    |
| 05.05.2013 | 30.06.2013 | René Müller         |       |    |    |    |
| 01.07.2012 | 04.05.2013 | Stephan Schmidt     |       |    |    |    |
| 01.07.2011 | 30.06.2012 | Roger Schmidt       |       |    |    |    |
| 14.05.2009 | 30.06.2011 | André Schubert      |       |    |    |    |
| 09.02.2008 | 13.05.2009 | Pavel Dotchev       |       |    |    |    |
| 03.01.2007 | 08.02.2008 | Holger Fach         |       |    |    |    |
| 05.09.2006 | 30.12.2006 | Roland Seitz        |       |    |    |    |
| 12.08.2006 | 04.09.2006 | Markus Gellhaus     |       |    |    |    |
| 01.07.2005 | 11.08.2006 | Jos Luhukay         |       |    |    |    |
| 10.02.2003 | 30.06.2005 | Pavel Dotchev       |       |    |    |    |
| 03.12.2001 | 09.02.2003 | Uwe Erkenbrecher    |       |    |    |    |
| 01.07.2001 | 03.12.2001 | Markus Gellhaus     |       |    |    |    |
| 01.07.1993 | 30.06.2001 | Günther Rybarczyk   |       |    |    |    |
| 01.07.1986 | 30.06.1987 | Horst Wohlers       |       |    |    |    |
| 12.01.1983 | 30.06.1983 | Norbert Wagner      |       |    |    |    |
| 07.12.1982 | 11.01.1983 | Jan Liberda         |       |    |    |    |
| 01.07.1982 | 06.12.1982 | Fritz Grösche       |       |    |    |    |
| 01.07.1980 | 12.02.1981 | Klaus Hilpert       |       |    |    |    |
| 01.07.1977 | 30.06.1978 | Jan Liberda         |       |    |    |    |